# Рейнджер-3
Рейнджер-3 (англ. Ranger 3) — американская автоматическая межпланетная станция, запущенная 26 января 1962 года, с мыса Канаверал LC-12 ракетой-носителем Атлас-Аджена B. Аппарат нёс на себе капсулу, которая содержала гамма-спектрометр и магнитный сейсмометр. Капсулу массой 42,6 кг планировалось сбросить в районе Океана Бурь и проводить исследования в течение 30 суток.
Запуск аппарата считается неудачным, причина тому — сбой в работе двигателя II ступени, который сообщил аппарату скорость 11,1 км/с, превышающую расчётную на 0,2 км/с, что не могло быть скомпенсировано корректирующей двигательной установкой. Прекращение работы системы ориентации, вызванное полной разрядкой аккумуляторов, привело к потере ориентации аппарата. 28 января 1962 года аппарат прошёл на расстоянии 36,793 км от Луны. Ввиду большого расстояния до Луны капсула с приборным контейнером не отделилась. 2 февраля 1962 года на расстоянии около 804 500 км от Земли приём сигналов от аппарата прекратился. В настоящее время «Рейнджер-3» находится на гелиоцентрической орбите вокруг Солнца.

## Цели

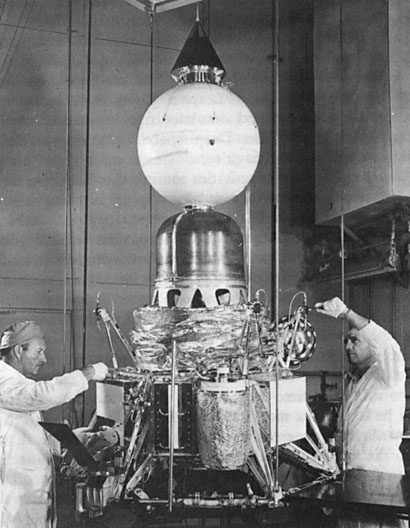
Работа над вторым блоком «Рейнджера-3»

Над Рейнджером-3 были поставлены следующие научные задачи:
- Получение телевизионных изображений лунной поверхности при подлёте к Луне.
- Регистрация сейсмических колебаний поверхности Луны.
- Регистрация гамма-излучения.
- Определение концентрации радиоактивных элементов в лунных породах по гамма-излучению.
- Изучение характеристик поверхности Луны.
- Изучение характера отражения сигналов радиолокационного альтиметра от поверхности Луны.

## Устройство
«Рейнджер-3» по своему устройству был схож с «Рейнджером-1», но в связи с новыми задачами миссии в конструкцию аппарата были внесены существенные изменения. Вместо каркаса на основании аппарата была закреплена капсула с приборным контейнером, научной аппаратурой, служебным и вспомогательным оборудованием, обеспечивающим отделение капсулы от аппарата и прилунение контейнера. В верхней части контейнера располагалась всенаправленная антенна, а на боковой поверхности установлена телевизионная камера.
Суммарная масса аппарата составляет 329,8 кг (в том числе каркас — 36 кг, капсула — 42,6 кг). Высота аппарата — 3,12 метров, размах развёрнутых солнечных батарей составляет 5,18 метров.
Аппарат питается от 2 панелей солнечных батарей общей площадью 1,8 м² с 8680 ячейками фотоэлектрических элементов суммарной мощностью 150 Вт. Масса панелей солнечных батарей составляет 19 кг. Электроэнергия накапливается в Серебряно-цинковом аккумуляторе весом 11 кг и ёмкостью 1000 Вт·час. Спускаемая капсула питается от 6-ти серебряно-кадмиевых аккумуляторов находящихся в приборном отсеке.

Запуск ракеты-носителя Атлас-Аджена B c «Рейнджером-3» на борту, 26 января 1962 года

Система ориентации включает 6 датчиков направленных на Солнце и 3 датчика направленных в сторону Земли. Маневрирование аппарата осуществляется 10 реактивными соплами, работающих на гидразине. Топливо хранится в резиновом бачке под давлением 210 кг/см², помещённом в герметичный контейнер. Датчики и управляющие реактивные сопла размещены в нижней части основания аппарата.
Система связи включает направленную антенну с высоким коэффициентом усиления, с параболическим отражателем диаметром 1,2 м, смонтированным на штанге и прикреплённым к основанию аппарата.
Лунная капсула и приборный контейнер, представляют собой контейнер сферической формы диаметром 30,5 см помещённым в амортизирующую радиопрозрачную оболочку из бальзового дерева диаметром 63,5 см, пространство между контейнером и оболочкой заполнено маслом. Плавающий в масле контейнер примерно через 20 мин после удара о поверхность Луны устанавливается неподвижно внутри оболочки антенной вверх. После прилунения из оболочки выбиваются 2 заглушки после чего масло вытекает на поверхность.
Для поддержания внутри контейнера определённой температуры, использовалось кипячение дистиллированной воды весом 1,7 кг. По изменению температуры в контейнере предполагалось определить температуру поверхности Луны. В контейнере был размещён сейсмометр, 6 серебряно-кадмиевых аккумуляторов, передатчик и сама антенна.
Аппарат проходил термическую и предстартовую стерилизацию.

## Полёт
Запуск аппарата состоялся 26 января 1962 года с мыса Канаверал ракетой-носителем Атлас-Аджена B. В очередной раз «Аджена» подвела — двигатель II ступени при повторном включении проработал больше расчётного времени, в итоге аппарату была сообщена скорость 11,1 км/с, что превышало расчётную на 0,2 км/с. Поскольку основную часть программы полёта выполнить уже не представлялось возможным, руководство полёта решило получить хотя бы общие результаты — по сигналу станции слежения в Голдстоуне при приближении аппарата к Луне телевизионная камера была направлена на наш естественный спутник. Однако из-за недостаточно точной ориентации направленной антенны сигнал от «Рейнджера-3» был потерян и фотоснимков поверхности Луны получить не удалось. 28 января 1962 года аппарат прошёл на расстоянии 36,793 км от Луны — из-за большого расстояния капсула с приборным контейнером не отделилась. После пролёта Луны аппарат вышел на гелиоцентрическую орбиту вокруг Солнца.

## Галерея

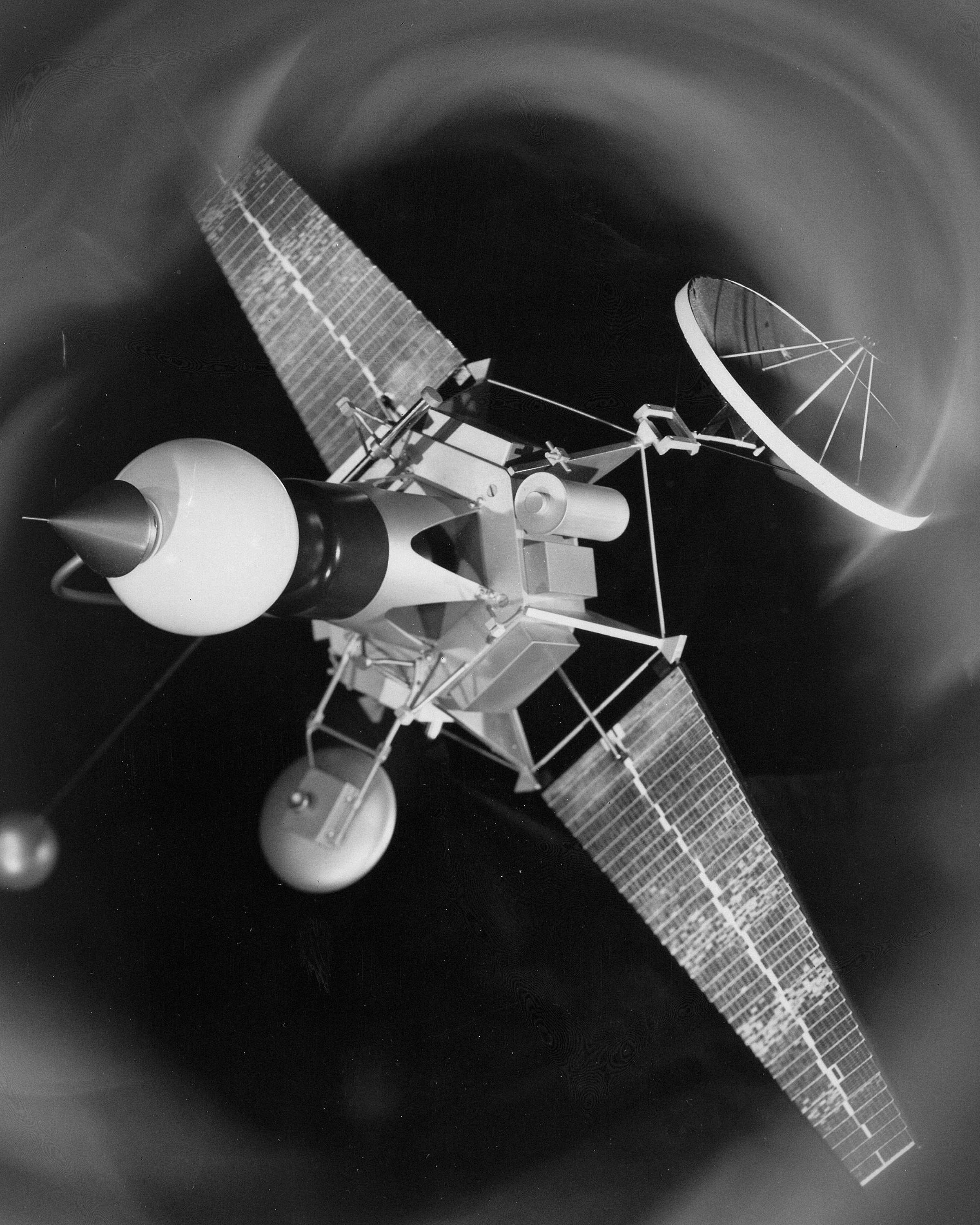
Полёт «Рейнджера-3» в представлении художника
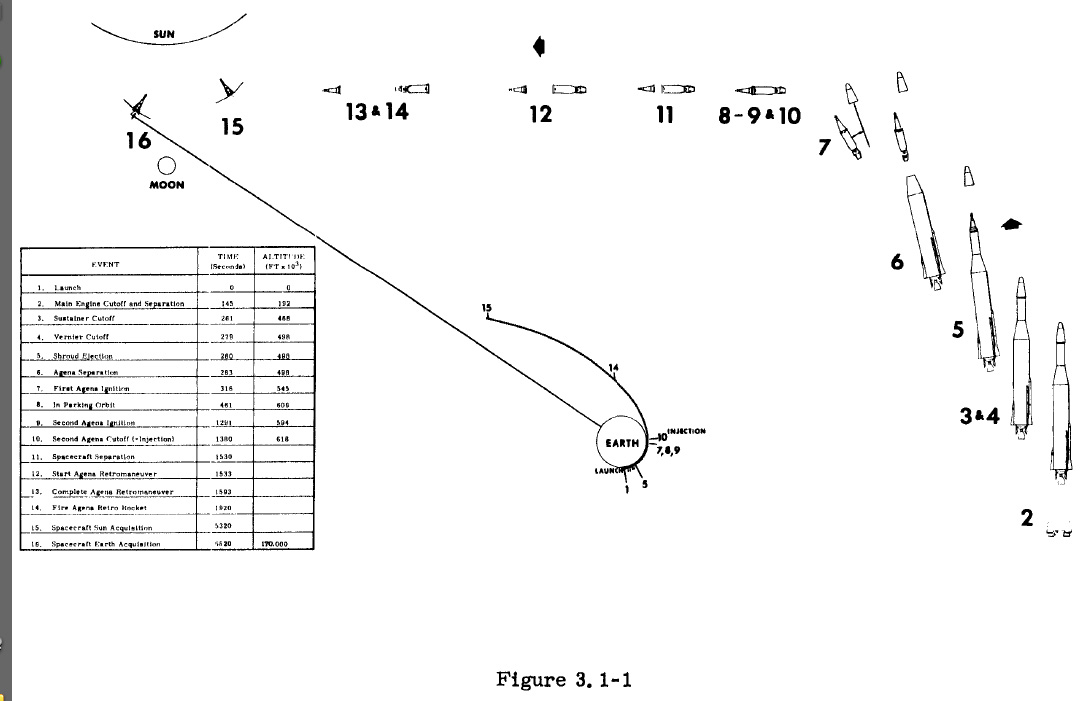
Этапы запуска и полёта
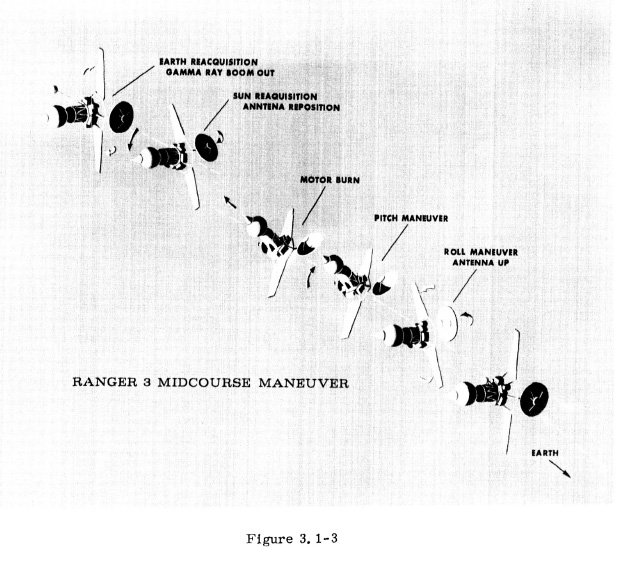
Маневрирование во время полёта
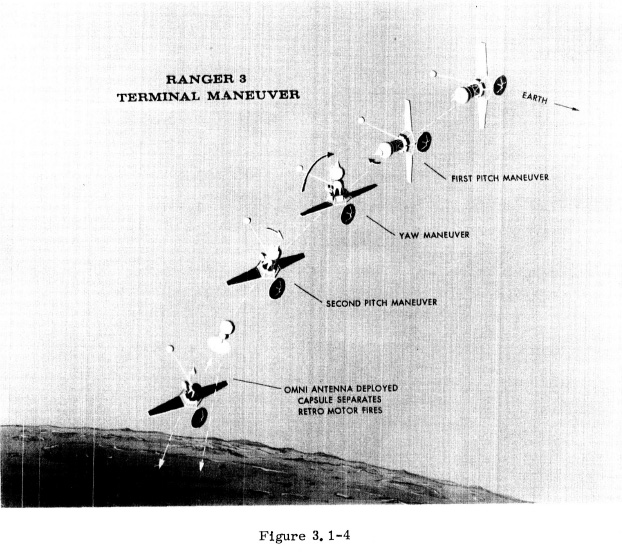
Заключительные этапы полёта